# Fedor Ivanov
Fedor Ivanov (ur. 1 grudnia 2000 w Turku) – fiński siatkarz, grający na pozycji rozgrywającego, reprezentant Finlandii. 
Urodził się w Turku, kiedy jego ojciec Siergiej grał w klubie Raision Loimu. W 2003 roku przeprowadził się z rodziną do Pielavesi. Jego o 3 lata młodszy brat Ilja, również jest siatkarzem i gra na pozycji rozgrywającego.

## Sukcesy klubowe
Liga fińska:
- 2021[8], 2022[9]

Puchar Finlandii:
- 2022[10]

## Sukcesy reprezentacyjne
Srebrna Liga Europejska:
- 2022[11]

Złota Liga Europejska:
- 2025[12]